# Јован Бељански
Јован Бељански Лала (Стари Кер, код Врбаса, 25. новембар 1901 – Нови Сад, 23. мај 1982) био је учесник Народноослободилачке борбе, друштвено-политички радник СФР Југославије, СР Србије и САП Војводине, јунак социјалистичког рада и народни херој Југославије.

## Биографија
Рођен је 25. новембра 1901. године у Змајеву код Врбаса. У Крушедол Прњавору завршио је основну школу, а потом кројачки занат у Змајеву.
Као кројачки радник, пришао је радничком покрету и већ 1921. године постао члан Независних синдиката Југославије. За члана Комунистичке партије Југославије примљен је 1926. године у загребачкој партијској организацији. Исте године постао је члан Рејонског комитета КПЈ за Четврти рејон у Загребу.
Као партијски радник, отишао је из Загреба у Београд, а потом у Црвенку, одакле је због илегалног револуционарног рада, 19. јануара 1929, био протеран. Потом се настанио у Новом Саду, где је наставио револуционарни рад. Године 1930, био је ухапшен и осуђен на десет година робије, коју је служио Сремској Митровици и Лепоглави. После робије, 1940. године, вратио се у Нови Сад, одакле је био протеран у Крушедол Прњавор.
У време агресије Сила осовине на Југославију априла 1941, Бељански се налазио у селу. Одмах после капитулације, почео је да ради на јачању партијске организације у иришком срезу. Чим је успоставио везу с комунистима који су побегли из сремскомитровачког затвора, организовао је групу, отишао на Фрушку гору и с њом ступио у Фрушкогорски партизански одред. Већ у јесен исте године вратио се, по одлуци КПЈ, у иришки срез и наставио политички рад на терену, обилазећи фрушкогорска села и одржавајући састанке с локалним руководиоцима.
Почетком 1942, Бељански је, с још неколико другова, отишао из иришког среза у Подунавски партизански одред у коме је постао политички комесар. Истакао се у борби код манастира Гргетега, где је непријатељ јаким снагама покушао да уништи још недовољно учвршћени Подунавски одред. Спретним маневрисањем Бељанског, непријатељ је био одбијен и присиљен на повлачење.
До краја рата, Бељански је још био и политички комесар Сремског и Босутског партизанског одреда, члан Главног штаба НОВ и ПО Војводине и командант Сремске војне области.
После рата, био је посланик у Савезној скупштини и Скупштини Србије, члан Централног комитета Савеза комуниста Србије и др. Био је резервни потпуковник Југословенске народне армије (ЈНА).
Његови мемоари из рата објављени су у књизи Сећања издатој 1982. у Новом Саду.
Умро је 23. маја 1982. у Новом Саду. Сахрањен је на Градском гробљу у Новом Саду у Алеји народних хероја и истакнутих револуционара.
Носилац је Партизанске споменице 1941. и других југословенских одликовања, Орденом народног хероја одликован је Указом председника ФНРЈ 7. јула 1953, а Орденом јунака социјалистичког рада одликован је Указом предсеника СФРЈ 4. октобра 1971. године.